# Kamehameha V
Kamehameha V (Lota Kapuāiwa Kalanimakua Aliʻiōlani Kalanikupuapaʻīkalaninui;, född 11 december 1830 i Honolulu på Oahu, död där 11  december 1872, var kung av Hawaii mellan 1863 och 1872. Han gifte sig aldrig.